# Rex Ingram
Rex Ingram (20 de outubro de 1895 – 19 de setembro de 1969) foi um ator norte-americano de teatro, cinema e televisão.

## Filmografia selecionada

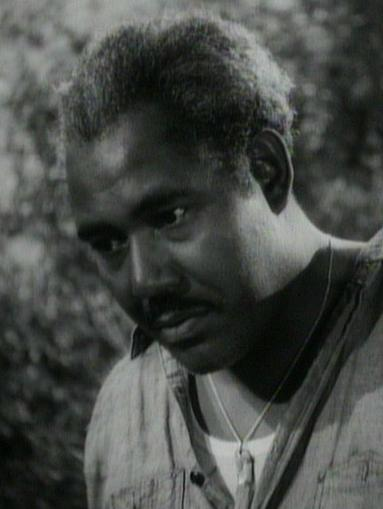
Rex Ingram em Dark Waters (1944)

- The Four Feathers (1902)
- Tarzan of the Apes (1918)
- Salomé (1918)
- The Ten Commandments (1923)
- The King of Kings (1927)
- The Emperor Jones (1933)
- The Green Pastures (1936)
- The Thief of Bagdad (1940)
- The Talk of the Town (1942)
- Sahara (1943)
- Cabin in the Sky (1943)
- A Thousand and One Nights (1945)
- Moonrise (1948)
- Tarzan's Hidden Jungle (1955)
- Elmer Gantry (1960)
- Hurry Sundown 1967)